# Stef Collins
Stef Collins (30 de dezembro de 1982) é uma basquetebolista profissional britânica.

## Carreira
Stef Collins integrou a Seleção Britânica de Basquetebol Feminino, em Londres 2012, que terminou na décima-primeira colocação.